# Joan Damascè
Joan de Damasc o Joan Damascè (grec antic: Ἰωάννης ὁ Δαμασκηνός, Ioánnēs ho Damaskēnós; llatí: Ioannes Damascenus) va ser un monjo, sacerdot i apologeta cristià. Nascut i crescut a Damasc vers el 675 o 676; no es coneix la data i el lloc exactes de la seva mort, tot i que la tradició la situa al seu monestir, Mar Saba, a prop de Jerusalem el 4 de desembre de 749.
Un polímata els seus camps d'interès i contribució del qual incloïa el dret, la teologia, la filosofia i la música, se li va donar el nom de Crisòrroas (Χρυσορρόας, literalment ‘fluir amb or’, és a dir, ‘l'orador d'or’). Va escriure obres exposant la fe cristiana i va compondre himnes que encara s'utilitzen tant litúrgicament en la pràctica cristiana oriental a tot el món com en el luteranisme occidental per Setmana Santa.
És un dels pares de l'església ortodoxa oriental i és conegut sobretot per la seva forta defensa de les icones. L'Església catòlica el considera un Doctor de l'Església, sovint anomenat Doctor de l'Assumpció a causa dels seus escrits sobre l'Assumpció de Maria. També va ser un destacat exponent de la pericoresi, i va utilitzar el concepte com a terme tècnic per descriure tant la interpenetració de la natura divina i humana de Crist com la relació entre les hipòstases de la Trinitat. Joan es troba al final del període patrístic del desenvolupament dogmàtic, i la seva contribució menys la de la innovació teològica que la d'un resum dels desenvolupaments dels segles anteriors. En la teologia catòlica romana, se'l coneix per tant com el "darrer dels pares grecs".
La principal font d'informació per a la vida de Joan de Damasc és una obra atribuïda a un Joan de Jerusalem, que s'identifica en ell com el Patriarca de Jerusalem. Es tracta d'una traducció extreta al grec d'un text àrab anterior. L'original àrab conté un pròleg que no es troba en la majoria de les altres traduccions i va ser escrit per un monjo àrab, Miquel, que va explicar que va decidir escriure la seva biografia el 1084 perquè no en tenia cap disponible al seu dia. Tanmateix, el text àrab principal sembla haver estat escrit per un autor anterior en algun moment entre principis del segle ix i finals del X.
Escrit des d'un punt de vista hagiogràfic i propens a l'exageració i a alguns detalls llegendaris, no és la millor font històrica per a la seva vida, sinó que es reprodueix àmpliament i es considera que conté elements d'algun valor. La novel·la hagiogràfica Barlaam i Josafat, tradicionalment atribuïda a Joan, és de fet una obra del segle x.

## Antecedents familiars
Joan va néixer a Damasc, el 675 o 676, en una família cristiana damascena destacada.
El seu pare, Sarjun ibn Mansur, va servir com a oficial del primer califat omeia. Sarjun (Sergi) era ell mateix el fill d'un important funcionari romà d'Orient de Damasc, Mansur ibn Sarjun, que havia estat responsable dels impostos de la regió durant el regnat de l'emperador Heracli.
Mansur sembla que va tenir un paper en la capitulació de Damasc davant les tropes de Khalid ibn al-Walid el 635 després d'assegurar condicions de rendició favorables. Eutici, un patriarca melquita del segle x, l'esmenta com un alt càrrec implicat en la rendició de la ciutat als musulmans.
Es desconeix el rerefons tribal de Mansur ibn Sarjun, l'avi de Joan, però el biògraf Daniel Sahas ha especulat que el nom Mansur podria implicar la descendència de les tribus cristianes àrabs de Kalb o taghlibites. El nom era comú entre els cristians sirians d'origen àrab, i Eutiqui va assenyalar que el governador de Damasc, que probablement era Mansur ibn Sarjun, era àrab. No obstant això, Sahas també afirma que el nom no implica necessàriament un rerefons àrab i que podria haver estat utilitzat per sirians semites no àrabs. Mentre Sahas i els biògrafs FH Chase i Andrew Louth afirmen que Mansūr era un nom àrab, Raymond le Coz afirma que la "família era sens dubte d'origen sirià"; de fet, segons l'historiador Daniel J. Janosik, "tots dos aspectes podrien ser certs, ja que si la seva ascendència familiar fos de fet siriana, el seu avi [Mansur] podria haver rebut un nom àrab quan els àrabs van prendre el govern." Quan els àrabs musulmans van conquerir Síria a la dècada del 630, el tribunal de Damasc va conservar el seu gran complement de funcionaris cristians, l'avi de Joan entre ells.
El pare de Joan, Sarjun (Sergi), va continuar servint els califes omeies. Segons Joan de Jerusalem i algunes versions posteriors de la seva vida, després de la mort del seu pare, Joan també va servir com a funcionari a la cort califal abans de marxar a ser monjo. Aquesta afirmació, que Joan va exercir realment en un tribunal musulmà, ha estat qüestionada ja que mai no s'esmenta en fonts musulmanes, que tanmateix fan referència al seu pare Sarjun (Sergio) com a secretari de l'administració califal. A més, els propis escrits de Joan mai no fan referència a cap experiència en un tribunal musulmà. Es creu que Joan es va fer monjo a Mar Saba i que va ser ordenat sacerdot el 735.

## Biografia

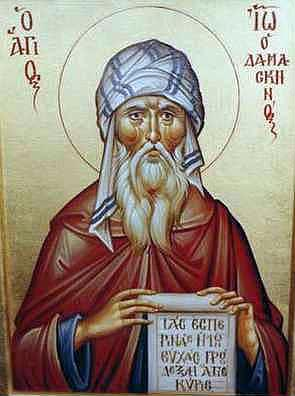
Icona representant Joan Damascè.

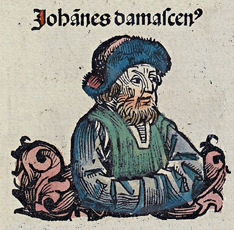
Joan Damascè a la Crònica de Nuremberg

Joan va ser criat a Damasc i la tradició cristiana àrab sosté que durant la seva adolescència, Joan es va associar amb el futur califa omeia Yazid I i el poeta de la cort cristiana Taghlibi al-Akhtal.
Una dels vitae descriu el desig del seu pare perquè "aprengués no només els llibres dels musulmans, sinó també els dels grecs". A partir d'això, s'ha suggerit que Joan podria haver crescut bilingüe. De fet, Joan mostra cert coneixement de l'Alcorà, que critica durament. (Vegeu Cristianisme i Islam).
Altres fonts descriuen la seva educació a Damasc com si es dugués a terme d'acord amb els principis de l'educació hel·lènica, denominada "laica" per una font i "cristiana clàssica" per una altra. Un relat identifica el seu tutor com un monjo amb el nom de Cosmes, que havia estat segrestat per àrabs de casa seva a Sicília i per qui el pare de Joan va pagar un gran preu.
Sota la direcció de Cosmes, qui també va ensenyar amic orfe de Joan, Cosmes de Maïuma, es diu a Joan que va fer grans avenços en la música, l'astronomia i teologia, aviat rivalitzant Pitàgores en aritmètica i Euclides en la geometria.
Com a refugiat d'Itàlia, Cosmes va portar amb ell les tradicions erudites del cristianisme llatí.
Joan possiblement va tenir una carrera com a funcionari del califa de Damasc abans de la seva ordenació. La tolerància religiosa de l'època li permetia practicar obertament el cristianisme i ésser considerat amic de l'Islam.
Després es va fer sacerdot i monjo al monestir de Mar Saba, prop de Jerusalem.
Una font suggereix que Joan va deixar Damasc per convertir-se en monjo cap al 706, quan al-Walid I va augmentar la islamització de l'administració del califat. Això és incert, ja que fonts musulmanes només esmenten que el seu pare Sarjun (Sergi) va abandonar l'administració per aquesta època, i que no nomenen gens a Joan.
Durant les dues dècades següents, culminant amb el setge de Constantinoble (717-718), el califat omeia va ocupar progressivament les terres frontereres de l'Imperi Romà d'Orient. Un editor de les obres de Jown, el pare Le Quien, ha demostrat que Joan ja era monjo a Mar Saba abans de la disputa per la iconoclasma, explicada a continuació.
A principis del segle viii, l'iconoclàstia, un moviment contrari a la veneració de les icones, va obtenir acceptació a la cort romana d'Orient. El 726, malgrat les protestes de Germà, patriarca de Constantinoble, l'emperador Lleó III (que havia obligat el seu predecessor, Teodosi III, a abdicar i ell mateix va assumir el tron el 717 immediatament abans del gran setge) va emetre el seu primer edicte contra la veneració de les imatges i la seva exposició en llocs públics.
Tots coincideixen a dir que Joan de Damasc va emprendre una ànima defensa de les imatges sagrades en tres publicacions separades. La primera d'aquestes obres, els seus Tractats apologètics contra aquells que deneguen les imatges sagrades, assegurà la seva reputació. No només va atacar l'emperador romà d'Orient, sinó que va adoptar un estil simplificat que va permetre seguir la controvèrsia per part de la gent comuna, provocant la rebel·lió entre els iconoclastes. Dècades després de la seva mort, els escrits de Joan tindrien un paper important durant el Segon Concili de Nicea (787), que es va convocar per resoldre la disputa de les icones.
La biografia de John relata almenys un episodi considerat improbable o llegendari. Leo Segons informes, Lleó III va enviar documents falsificats al califa que implicava Joan en un complot per atacar Damasc. El califa va ordenar que es tallés la mà dreta de Joan i fos penjada a la vista del públic. Uns dies després, Joan va demanar la restitució de la seva mà i va pregar fervorosament a Theotokos davant la seva icona: per tant, es diu que la seva mà va ser restaurada miraculosament. En agraïment per aquesta curació miraculosa, va adjuntar una mà de plata a la icona, que després es va conèixer amb el nom de "Tres mans" o Tricheirousa. Aquesta icona es troba ara al monestir Helandarion de la Santa Muntanya.
Predicà i escrigué molt, i fou considerat el «Sant Tomàs d'Orient»; fou un orador destacat i va rebre el renom de Chrysorrhoas (‘Discurs d'or’). Va morir cap al 749, als 73 anys.

## Veneració
Quan el nom de Joan de Damasc es va inserir al calendari general romà el 1890, es va assignar al 27 de març. El dia de la festa es va traslladar el 1969 al dia de la mort de Joan, el 4 de desembre, dia en què se celebra la seva festa també al calendari del ritu bizantí, a les Commemoracions luteranes, i a la Comunió Anglicana i a l'Església Episcopal. Joan de Damasc és recordat a l'Església d'Anglaterra amb una commemoració el 4 de desembre.
L'obra coral de 1884 Joan de Damasc ("Un rèquiem rus"), op. 1, per a cor i orquestra mixtes de quatre parts, del compositor rus Sergei Taneiev, està dedicada a Sant Joan.
El 1890 va ser declarat doctor de l'Església pel papa Lleó XIII.

## Obres

Ioannis Damasceni Opera, 1603

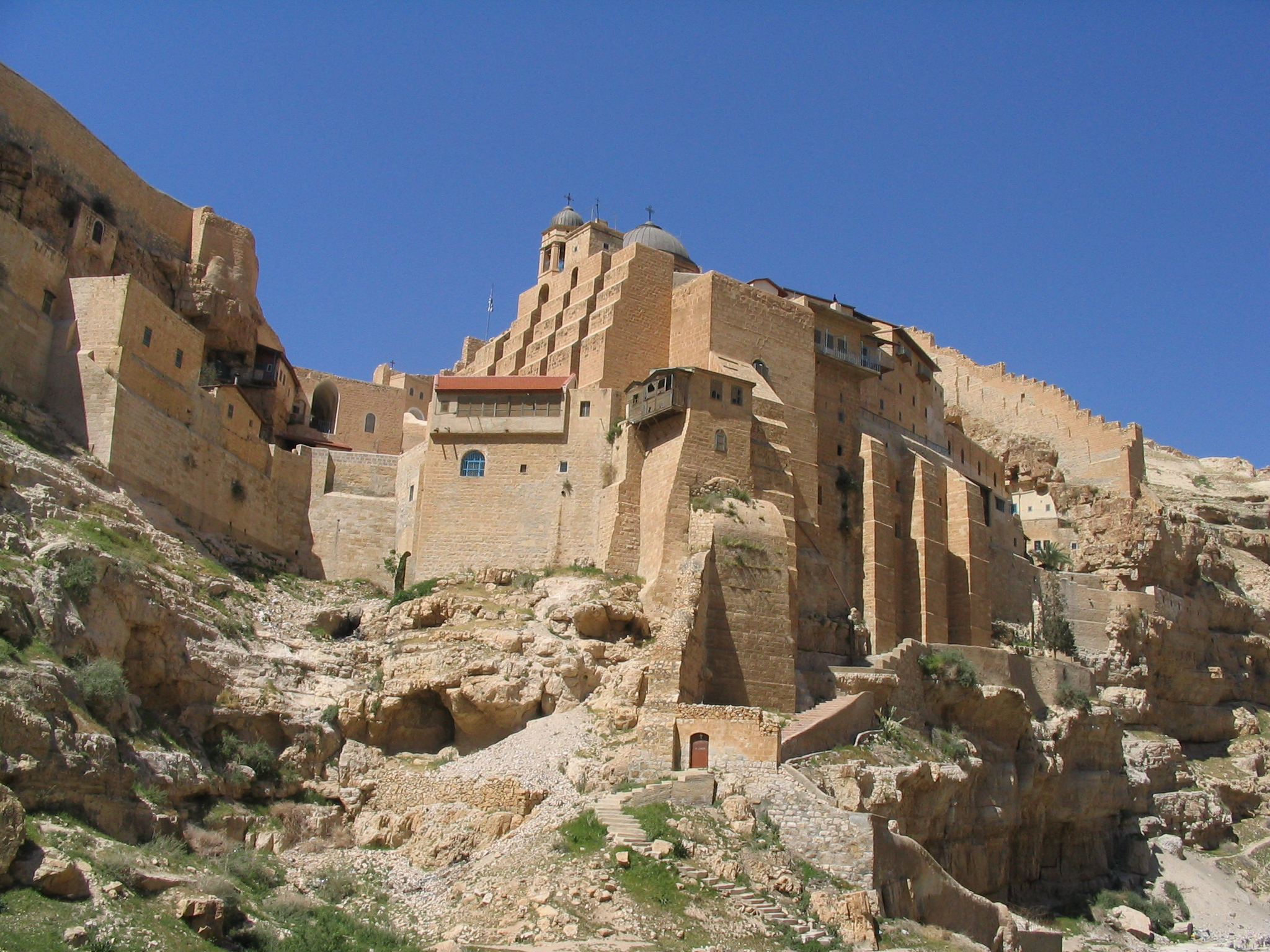
Monestir de Sant Saba, on va viure i és enterrat el sant.

L'obra més reconeguda és De fide orthodoxa, on sosté la virginitat de la Mare de Déu i de Santa Anna, la seva mare. Contrari a la iconoclàstia decretada per Lleó III Isàuric en 726, les seves tesis van ser acceptades al Segon Concili de Nicea, el 787, quan ja havia mort.
A més de les seves obres purament textuals, moltes de les quals es detallen a continuació, Joan de Damasc també va compondre himnes, perfeccionant el cànon, una forma d'himne estructurat que s'utilitza en les liturgies del ritu bizantí.
1. Κεφάλαια φιλοσοφικά (principals punts de la filosofia i la dialèctica).
2. Περὶ αἱρέσεων (heretgies i el seu origen).
3. Ἔκδοσις ἀκριβὴς τῆς ὀρθοδόξου πίστεως, (fe ortodoxa).
4. Πρὸς τοὺς διαβάλλοντας τὰς ἁγίας εἰκόνος, (contra l'ús d'imatges als temples).
5. Λίβελλος νερὶ ὀρθοῦ προνοήματος, (confessió de fe).
6. Τόμος, (obra contra els jacobites i els monofisites o eutiquians).
7. Κατὰ Μανιχαίμν διάλογος, (discurs contra els maniqueus).
8. Διάλογος Σαρακηνοῦ καὶ Χριστιανοῦ (un diàleg entre un sarraí i un cristià).
9. Περὶ δρακόντων, (fragment sobre dragons).
10. Περὶ ἁγίας τριάδος (sobre la Santíssima Trinitat).
11. Περὶ τοῦ τρισαγίου ὕμνου (sobre l'himne Trisagium).
12. Περὶ τῶν ἁγίων νηστειῶν (sobre les festes).
13. Περὶ τῶν ὀκτὼ τῆς πονηρίας πνευμάτων, (sobre els vuit esperits).
14. Εἰσαγωγὴ δογμάτων στοιχειώδης. (instrucció sobre els dogmes elementals dels cristians).
15. Περὶ συνθέτου φύσεως, (tractat contra els acefalians).
16. Περὶ τῶν ἐν τῷ Χριστῷ δύο βελημάτων καὶ ἐνεργειῶν καὶ λοιπῶν φυσικῶν ἰδιωμάτων, (sobre la doble voluntat i l'acció de Crist i altres propietats físiques).
17. Ἔπος ἀκριβέστατον κατὰ βεοστυγοῦς αἱρέσεως τῶν Νεστοριανῶν (contra l'heretgia dels nestorians).
18. fragments sobre diverses temes.
19. Πασχάλιον, (un cànon pasqual).
20. Fragment d'una carta sobre la naturalesa humana.
21. Tractat sobre els que morien en la fe de Crist, i el destí de les seves ànimes.
22. una carta de confessions.
23. Λόγος ἀποδεικτικὸς περὶ τῶν ἁγίων καὶ σεπτῶν εἰκόνων, (oració per la veneració d'imatges sagrades).
24. Carta sobre l'adoració d'imatges dirigida a Theophilus.
25. Περὶ τῶν ἀς῾ύμων, (sobre la comunió amb pa).
26. Carta dirigida a Zacharias, bisbe dels doari.
27. Exposició de la fe cristiana.
28. Alguns poemes iàmbics sobre temes sacres.
29. Interpretació de les cartes de Sant Pau per Joannes Chrysostomus.
30. Ἱερὰ παράλληλα, (passatges de les escriptures comparades amb les doctrines dels pares).
31. Homilies diverses.

### Obres primerenques
Tres Tractats apologètics contra aquells que deneguen les imatges sagrades - Aquests tractats van ser una de les seves primeres exposicions en resposta a l'edicte de l'emperador romà d'Orient Lleó III, que prohibia la veneració o exhibició d'imatges sagrades.

### Ensenyaments i treballs dogmàtics
- La Font del Coneixement o La Font de la Saviesa, es divideix en tres parts:
- # Capítols filosòfics (Kefálea filosofiká) - comunament anomenat "Dialèctica", tracta principalment de lògica, el seu propòsit principal és preparar el lector per a una millor comprensió de la resta del llibre.
- # Quant a l'heretgia (Perì eréseon): l'últim capítol d'aquesta part (capítol 101) tracta de l' heretgia dels ismaelites.[38] A diferència de les seccions anteriors dedicades a altres heretgies, que es disposen de manera succinta en poques línies, aquest capítol es divideix en diverses pàgines. Constitueix una de les primeres refutacions cristianes de l'islam. Una de les traduccions més dominants és la seva obra polèmica Peri haireseon traduïda del grec al llatí. El seu manuscrit és una de les primeres refutacions cristianes ortodoxes de l'islam que ha influït en l'actitud de l'Església catòlica occidental. Va ser una de les primeres fonts que van representar el profeta de l'islam Mahoma a Occident com a "fals profeta" i "anticrist."[39]
- # Una exposició exacta de la fe ortodoxa (Ékdosis akribès tēs Orthodóxou Písteōs): un resum dels escrits dogmàtics dels primers pares de l'Església. Aquest escrit va ser la primera obra de teologia sistemàtica en el cristianisme oriental i una important influència en les obres escolàstiques posteriors.[40]

### Ensenyament sobre l'Islam
Com s'ha dit anteriorment, en el capítol final de Sobre l'heretgia, Joan esmenta l'islam com l'heretgia dels ismaelites. És un dels primers crítics cristians coneguts de l'islam. Joan afirma que els musulmans van ser una vegada adoradors d'Afrodita que van seguir després Mahoma a causa de la seva "aparent demostració de pietat", i que el mateix Mahoma va llegir la Bíblia i, "també sembla," va parlar amb un monjo arrià que li va ensenyar l'arrianisme en lloc de Cristianisme. Joan també afirma haver llegit l'Alcorà, o almenys algunes parts, ja que critica l'Alcorà per dir que la Mare de Déu era la germana de Moisès i d'Aaron i que Jesús no va ser crucificat, sinó que el van portar viu al cel. John afirma també haver parlat amb els musulmans sobre Mahoma. Utilitza el plural "nosaltres", ja sigui en referència a ell mateix, o bé a un grup de cristians al qual pertanyia que parlava amb els musulmans, o bé en referència als cristians en general.
Independentment, Joan afirma que va preguntar als musulmans quins testimonis poden declarar que Mahoma va rebre l'Alcorà de Déu, ja que, diu Joan, Moisès va rebre la Torà de Déu en presència dels israelites i, ja que la llei islàmica obliga a que un musulmà només es pugui casar i comerciar en presència de testimonis - i el que els profetes i versets bíblics van predir la vinguda de Mahoma - ja que, diu Joan, Jesús va ser predit pels profetes i per tot l'Antic Testament. John afirma que els musulmans van respondre que Mahoma va rebre l'Alcorà durant el son. Joan afirma que va contestar en broma: "Estàs fent girar els meus somnis."
Alguns dels musulmans, diu Joan, van afirmar que l'Antic Testament que els cristians creuen que prediu la vinguda de Jesús és mal interpretat, mentre que altres musulmans van afirmar que els jueus van editar l'Antic Testament per enganyar els cristians (possiblement per creure que Jesús és Déu, però Joan no ho diu).
Mentre relatava el seu presumpte diàleg amb els musulmans, Joan afirma que l'han acusat d'adorar els ídols per haver venerat la creu i adorar Jesús. Joan afirma que va dir als musulmans que la pedra negra de la Meca era el cap d'una estàtua d'Afrodita. A més, afirma, els musulmans es van equivocar en no associar Jesús a Déu si Jesús és la Paraula de Déu. Joan afirma que, si Jesús és la Paraula de Déu, i la Paraula de Déu sempre ha existit amb Déu, la Paraula ha de formar part de Déu i, per tant, ser Déu mateix, pel que, segons Joan, seria erroni per als musulmans anomenar Jesús la Paraula de Déu, però no Déu mateix.
Joan acaba el capítol ràpidament afirmant que l'islam permet la poligàmia, que Mahoma va cometre adulteri amb la dona d'un company abans de prohibir l'adulteri i que l'Alcorà s'omple d'històries ridícules, com ara El camell de Déu i Déu que va donar a Jesús una "taula incorruptible".

## Traducció a l'àrab

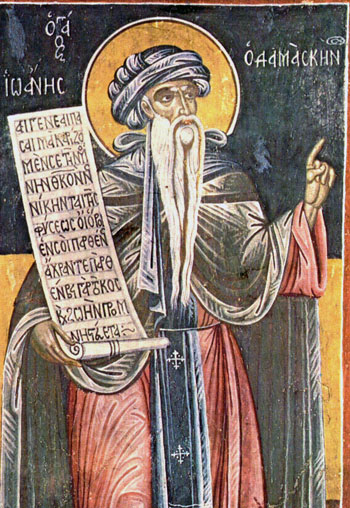
Icona de Michael Anagnostou Chomatzas (1734)

Es creu que l'homilia de l'Anunciació va ser la primera obra que es va traduir a l'àrab. Gran part d'aquest text es troba al Manuscrit 4226 de la Biblioteca d'Estrasburg (França), que data del 885 dC.
Més tard al segle x, Antoni, superior del monestir de Sant Simó (prop d'Antioquia), va traduir un corpus de Joan Damascè. En la seva introducció a l'obra de Joan, el patriarca d'Antioquia Silvestre (1724-1766) va dir que Antoni era monjo a Saint Saba. Això podria ser un malentès del títol Superior de Sant Simó probablement perquè el monestir de Sant Simó estava en ruïnes al segle xviii.
La majoria dels manuscrits donen el text de la carta a Cosmes, [48] els capítols filosòfics, els capítols teològics i altres cinc petites obres.
El 1085, Mikhael, un monjo d'Antioquia, va escriure la vida àrab dels Chrysorrhoas. Aquest treball va ser editat per primera vegada per Bacha el 1912 i després traduït a molts idiomes (alemany, rus i anglès).